# 拉艾维尔
拉艾维尔（法語：Lahayville，法語發音：[laɛvil]）是法国默兹省的一个市镇，属于科梅尔西区。

## 地理
拉艾维尔（48°53'16"N, 5°46'55"E）面积3.96 平方千米，位于法国大東部大區默兹省，该省份为法国西北部内陆省份，北与比利时接壤，西接马恩省和阿登省，南至上马恩省和孚日省，东临默尔特-摩泽尔省。
与拉艾维尔接壤的市镇（或旧市镇、城区）包括：埃塞和迈兹赖、帕讷、圣博桑、塞什普雷、里什库尔。

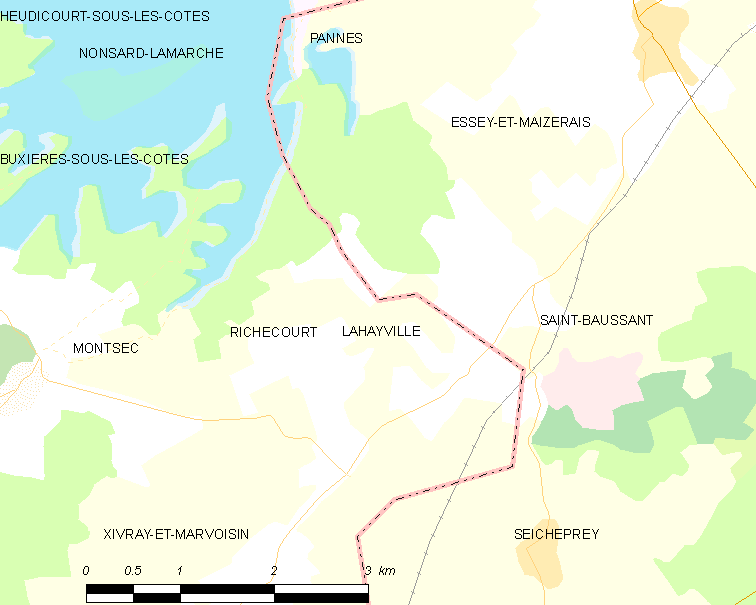
拉艾维尔的OSM定位图

拉艾维尔的时区为UTC+01:00、UTC+02:00（夏令时）。

## 行政
拉艾维尔的邮政编码为55300，INSEE市镇编码为55270。

## 政治
拉艾维尔所属的省级选区为圣米耶勒县。

## 人口

1962-2008年间拉艾维尔人口变化图示

拉艾维尔于2022年1月1日时的人口数量为29人。